# Perciliidae
Famille
Cette famille n'est pas reconnue par ITIS qui place le genre Percilia sous Perciformes → Percoidei → Percichthyidae.

## Liste des espèces
Selon FishBase :
- genre Percilia
  - Percilia gillissi  Girard, 1855
  - Percilia irwini  Eigenmann, 1928